# Zjazd w Roncaglio
Zjazd w Roncaglio – sejm zwołany w 1158 r. przez Fryderyka I Barbarossę na Polach Ronkalskich. Sejm został zwołany w następstwie zjazdu książąt i biskupów niemieckich w Besançon, kiedy legat papieski  Rolando Bandinelli, ogłosił, że Fryderyk I jest lennikiem papieskim, a tiara cesarstwa rzymsko-niemieckiego została dana mu przez papieża. Fryderyk I zmusił nauczycieli prawa rzymskiego ze szkoły bolońskiej do wprowadzenia konstytucji ronkalijskiej. Na mocy tej konstytucji przywrócono prawo do niezbywalności i niemożliwości przedawnienia praw do korony lombardzkiej, unieważniono samorządy miejskie, przywrócono wybór władz miast północnowłoskich przez cesarza oraz proklamowano zasadę, według której wszystkie „regalia” – porty, rzeki, daniny podatki ustanowione sądownie mogły leżeć jedynie w kompetencji cesarskiej, wszystkie mennice zostały przejęte przez cesarza, oraz zakazano tworzenia lig między miastami i związków mieszczańskich. Egzekwować to prawo mieli niemieccy urzędnicy zwani podestami. Miało to na celu przejęcie dochodów z podatków oraz opłat drogowych, sądowych, celnych, monetarnych przez cesarza oraz osłabienie pozycji miast północnowłoskich. Nowe prawo zostało przyjęte jedynie w części miast lombardzkich. Większość z nich postanowiła stawić zbrojny opór na czele z Mediolanem. W 1160 Fryderyk zburzył oporną Cremę, a w 1161 powziął zbrojną wyprawę mającą na celu splądrowanie i zniszczenie Mediolanu, co doprowadziło do wprowadzenia konstytucji ronkalijskiej w całych północnych Włoszech. Konstytucja ronkalijska została unieważniona w 1183 na mocy pokoju w Konstancji.